# Notre-Dame de Bois-Vert
Pour les articles homonymes, voir Notre-Dame.

Le site de Notre-Dame de Bois-Vert est situé sur la commune de la Fare-en-Champsaur (Hautes-Alpes), à 15 kilomètres au nord de Gap, sur le flanc est de la montagne de Moutet, bastion avancé du Dévoluy. On y accède par une petite route depuis l'ancien village de La Fare (chef-lieu). 
Chaque 15 août une foule importante se rassemble en plein air autour de Notre-Dame de Bois-Vert.

## Situation
Le site occupe un palier situé entre 1200 et 1240 mètres d'altitude, sous les hautes falaises de la montagne de Moutet, à l'entrée de la forêt de mélèzes qui couvre les pentes de la montagne. C'est un belvédère naturel, en face du massif du Vieux Chaillol et de la haute vallée du Drac. La vue panoramique s'étend de l'Olan au nord-est aux sommets du Queyras au sud-est. C'est aussi le point de départ de plusieurs promenades ou randonnées, pédestres en été, à ski de fond ou en raquettes en hiver, vers Laye-station, le col de Gleize et la forêt domaniale de Poligny. Les montagnards peuvent atteindre la cabane de Moutet (1842 m.), et au-delà la crête de Coste-Folle (2044 m.), qui domine le cirque de Chaudun.

## Histoire
Le site aurait été occupé dès le VIIe siècle, et une chapelle construite auprès d'une source que Saint Clair aurait rendue miraculeuse, et qui existe toujours. La chapelle existant au XVIe siècle a été détruite par les troupes de Lesdiguières en 1575. La chapelle actuelle, probablement construite dès la fin du XVIIe siècle, a été restaurée en 1840, puis en 1925. Bien qu'elle ne soit pas église paroissiale, elle est flanquée d'un cimetière, qui s'intègre naturellement dans le paysage.
En 1925, Antoine Taix, enfant du pays qui s'était exilé en Californie à  San Juan Bautista et en est revenu riche, a financé la restauration de la chapelle. Il lui a adjoint une statue de « Saint Vincent de Paul, l'ami des pauvres », selon la dédicace qu'il a lui-même posée. Dix ans plus tard, il a construit tout à côté une stèle à la mémoire de sa sœur infirmière et un véritable mausolée à la mémoire de sa mère. Cet ensemble, voisin du cimetière, donne au lieu un caractère tout à fait original.

## Origine du nom

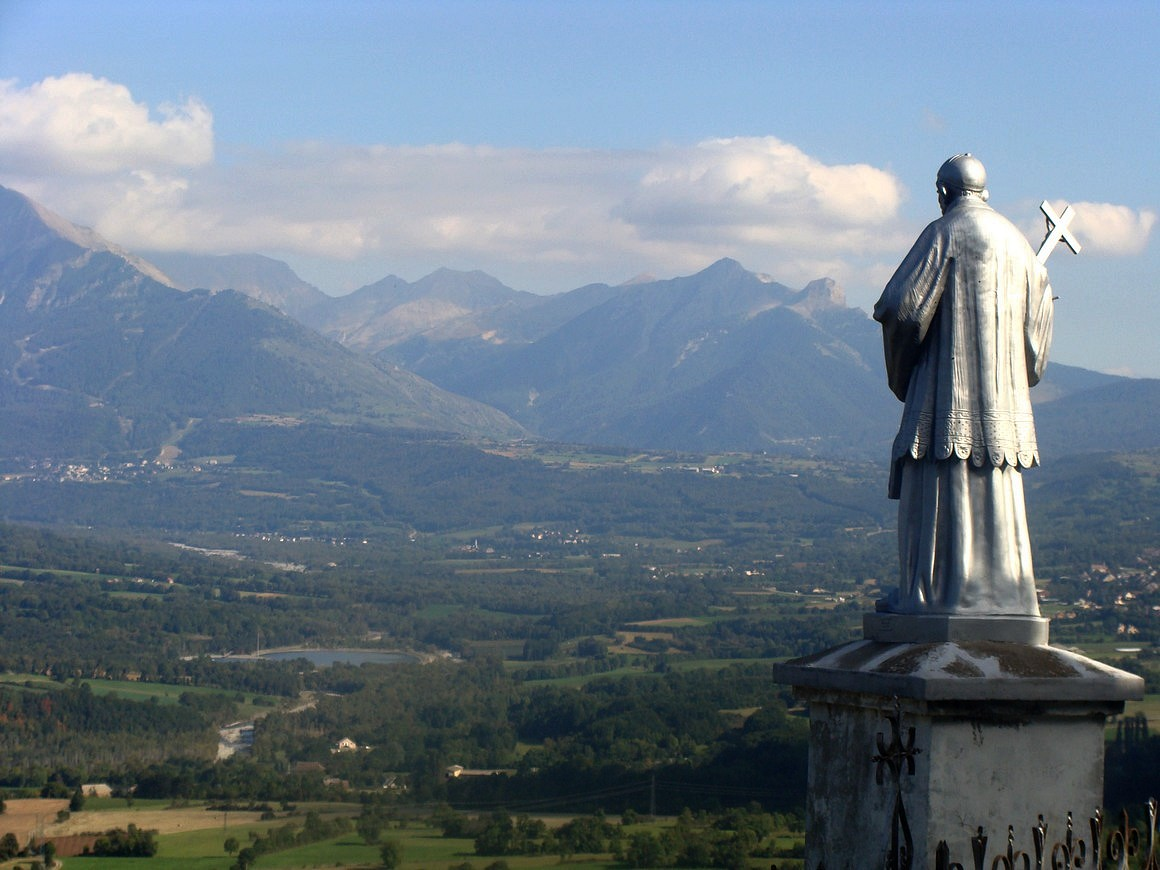
Vue sur le Champsaur depuis Notre-Dame de Bois-Vert

L'appellation de « Bois vert » fait naturellement référence à la forêt qui entoure le site, où domine le mélèze, résineux dont la teinte, du moins à la belle saison, est d'un vert plus clair que le pin, majoritaire en de nombreux autres endroits, et qui donne des appellations de type « Forêt-Noire », ou « Causse Noir ». Cependant ce n'est pas l'origine du nom. 
Le Dictionnaire topographique des Hautes-Alpes de Joseph Roman donne deux anciennes dénominations associées au lieu : « Notre-Dame de Beauvaire », datée 1685, et « Nostra-Dama de Beouveyre », cité comme appellation en « langue vulgaire ». En effet le site, fréquenté depuis le Moyen Âge, avait à l'origine un nom en patois local, occitan de type vivaro-alpin, dérivé du latin. Or on rencontre en divers autres lieux de langue occitane ou francoprovençale des appellations comme Béouveyre (à Marseille), ou « Beauvoir » (en Dauphiné), qui désignent des lieux d'où on a une belle vue sur les environs — on dit en Français des belvédères (terme d'ailleurs emprunté à l'italien). De « Bèu veïre » (graphie normalisée) à « Bois vert », la déformation est facile. De nombreuses déformations de ce genre se sont produites lorsque les représentants de la Convention, qui ne connaissaient pas l'occitan, ont procédé au recensement toponymique du territoire — faisant par exemple du Baou de quatre aures [= des quatre vents] qui domine Toulon un Baou des Quatre Oures très incongru. 
Ici le nom de « bois vert » a au moins l'avantage de convenir au lieu. Mais c'est bien la belle vue qui l'a baptisé.

## Description
La chapelle
Orientée vers l'est, elle comporte une nef unique et une abside surbaissée en cul-de-four. La porte d'entrée est sur le côté sud, et la façade est un mur-clocher portant 2 cloches dans deux ajourements superposés. À la jonction de l'arête du toit et du sommet du chevet, un dais d'exposition à colonnettes abrite une statue métallique de la Vierge à l'enfant. L'intérieur est sobre : l'autel niché dans l'abside porte une autre statue de Vierge à l'enfant, couronnée et peinte de couleurs vives, et baptisée « Notre-Dame des Victoires » ; quelques restes de peintures polychromes évoquent ce qu'a pu être le décor intérieur de la chapelle aux siècles antérieurs.

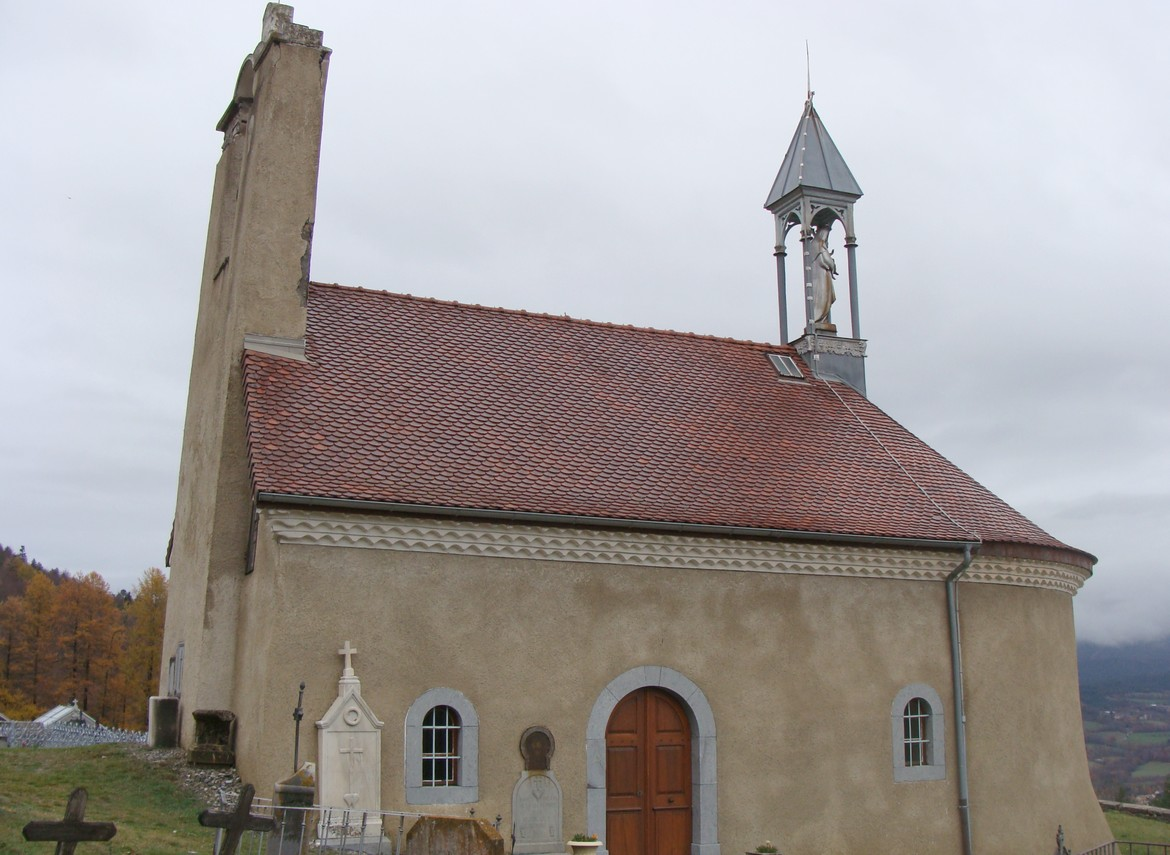
La chapelle, flanc sud
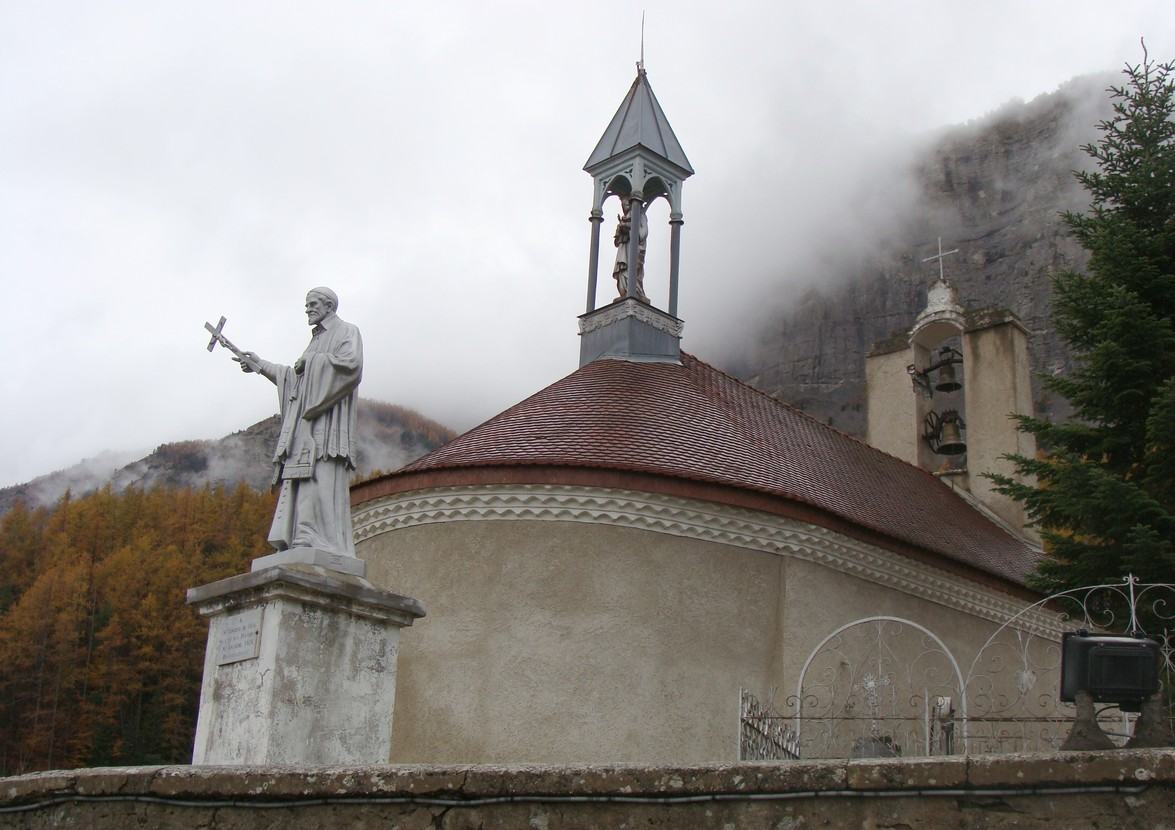
La chapelle et la statue du saint
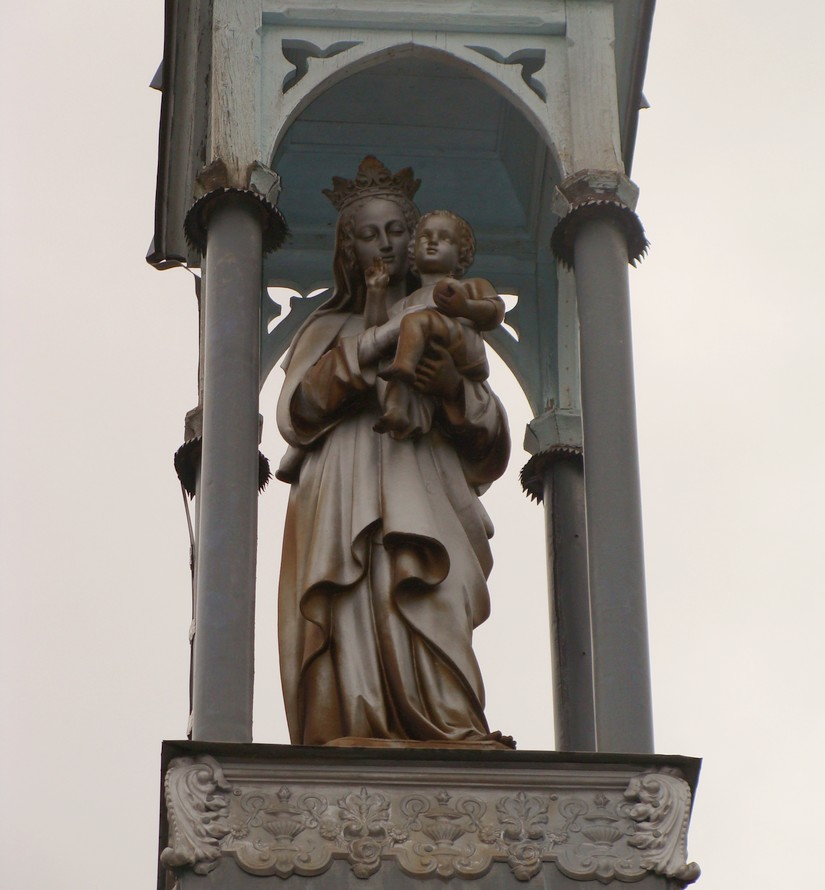
La Vierge à l'enfant sur le faîte
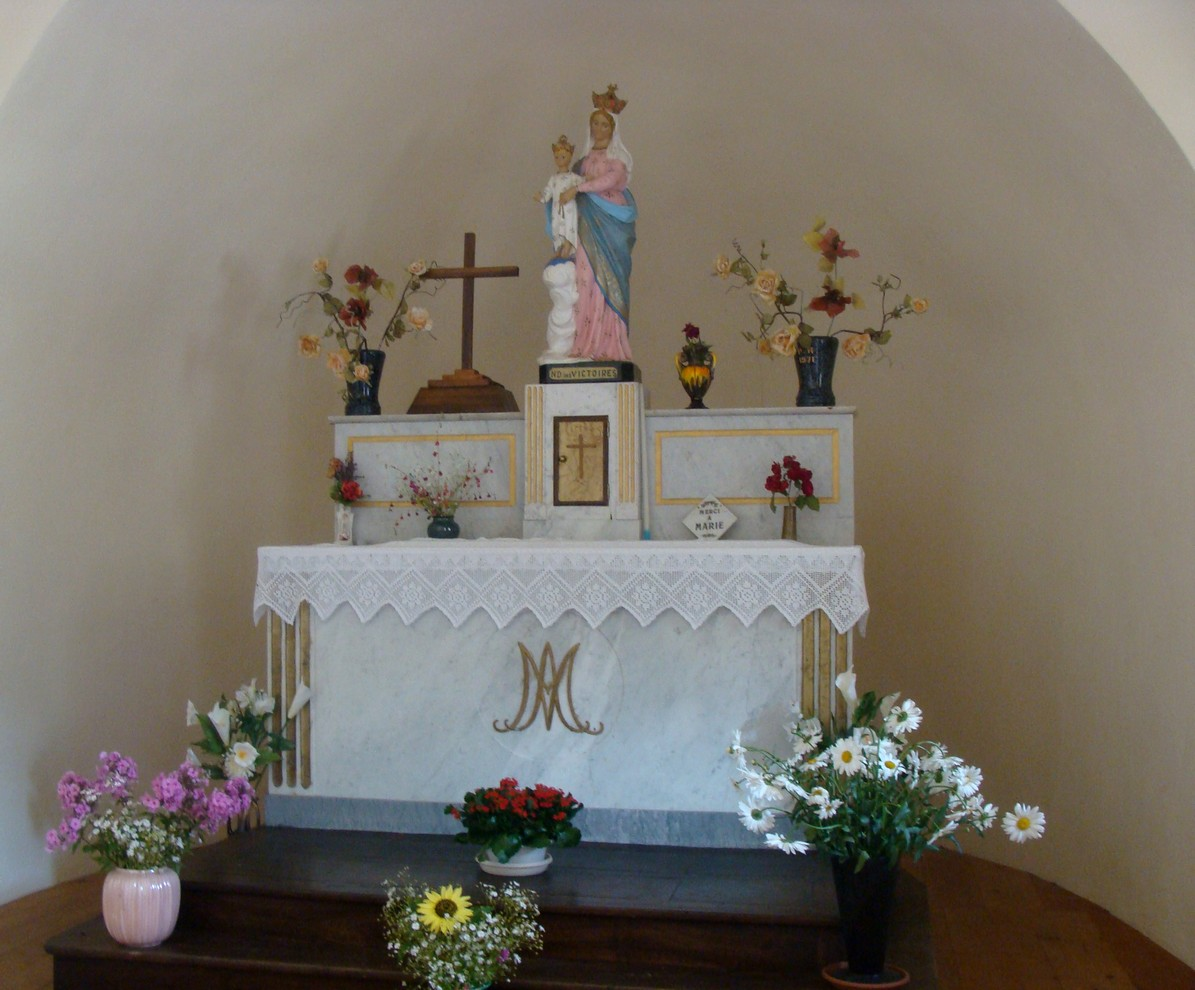
L'autel et la statue N.D. des Victoires

La statue de Saint Vincent-de-Paul
Dédiée « à St Vincent de Paul, l'ami des pauvres », selon la plaque qu'elle porte sur son socle, elle fait face à la vallée, tournant le dos au cimetière et à la chapelle. Le saint, en habit liturgique et coiffé de la calotte, brandit un crucifix de la main droite et tient sa gauche sur son cœur.
Le mausolée à Mélanie Taix

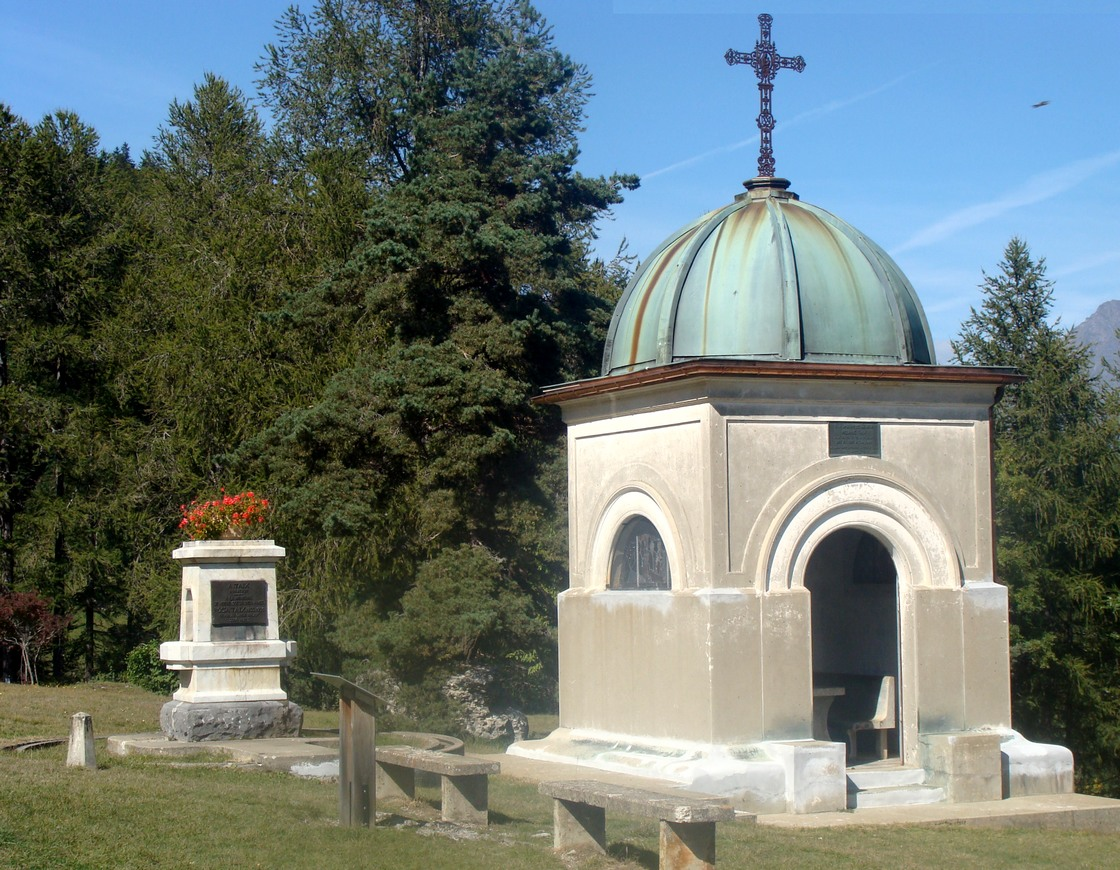
Monuments familiaux d'A.Taix

C'est un édicule en maçonnerie, de base carrée d'environ 3 mètres de côté, surmonté d'une coupole métallique coiffée d'une croix ajourée. À l'intérieur une table et deux bancs latéraux en ciment pouvant accueillir 6 personnes. Les faces latérales sont ouvertes par deux vitraux en demi-lunes représentant l'un Sainte Mélanie, patronne de la mère d'Antoine Taix, l'autre Antoine lui-même entre deux Indiens, souvenir de son séjour en Amérique. Au-dessus de la porte, en ferronnerie très ajourée, une plaque porte la dédicace d'Antoine Taix à sa mère.
La stèle à Rosa
Dédiée à sa « sœur bien aimée Rosa Taix, infirmière et garde-malades, 5000 nuits » (sic), c'est un imposant cube de marbre blanc posé sur un socle de marbre noir, d'où s'échappent latéralement deux filets d'eau reçus dans deux cuvettes. La dédicace d'Antoine Taix est bien en vue sur la face sud.
Le cimetière
Il n'est que partiellement enclos de murs assez bas, ce qui en fait une partie intégrante du paysage. Nombre de tombes sont couvertes de toits. Bien qu'il y ait un cimetière communal au village de la Fare, il continue à servir pour les défunts de la commune ou du canton.
La source Saint-Clair
Située à une centaine de mètres du site proprement dit, en contrebas de la route forestière menant au grand bois de Poligny, cette petite source captée est réputée miraculeuse. Elle aurait été sanctifiée par Saint Clair, évêque de Vienne (Isère) au VIIe siècle, et soignerait la vue des ceux qui en boivent. Une statue de femme (Sainte Claire ?) dans une niche la surmonte.